# 北京市通州区张家湾中学
39°51′18″N 116°42′43″E / 39.855079°N 116.71186°E
北京市通州区张家湾中学是一家教育部门主办的完全中学，位于北京市通州区张家湾镇工业开发区广源路西街8号。